# Südharz-Eisenbahn-Gesellschaft
Die Südharz-Eisenbahn-Gesellschaft (SHE) war nach der Gernrode-Harzgeroder Eisenbahn-Gesellschaft (GHE) und der Nordhausen-Wernigeroder Eisenbahn-Gesellschaft (NWE) das dritte Eisenbahnunternehmen mit Meterspurnetz im Harz. Sie war Betreiber der Schmalspurbahn Walkenried–Braunlage/Tanne.

## Geschichte

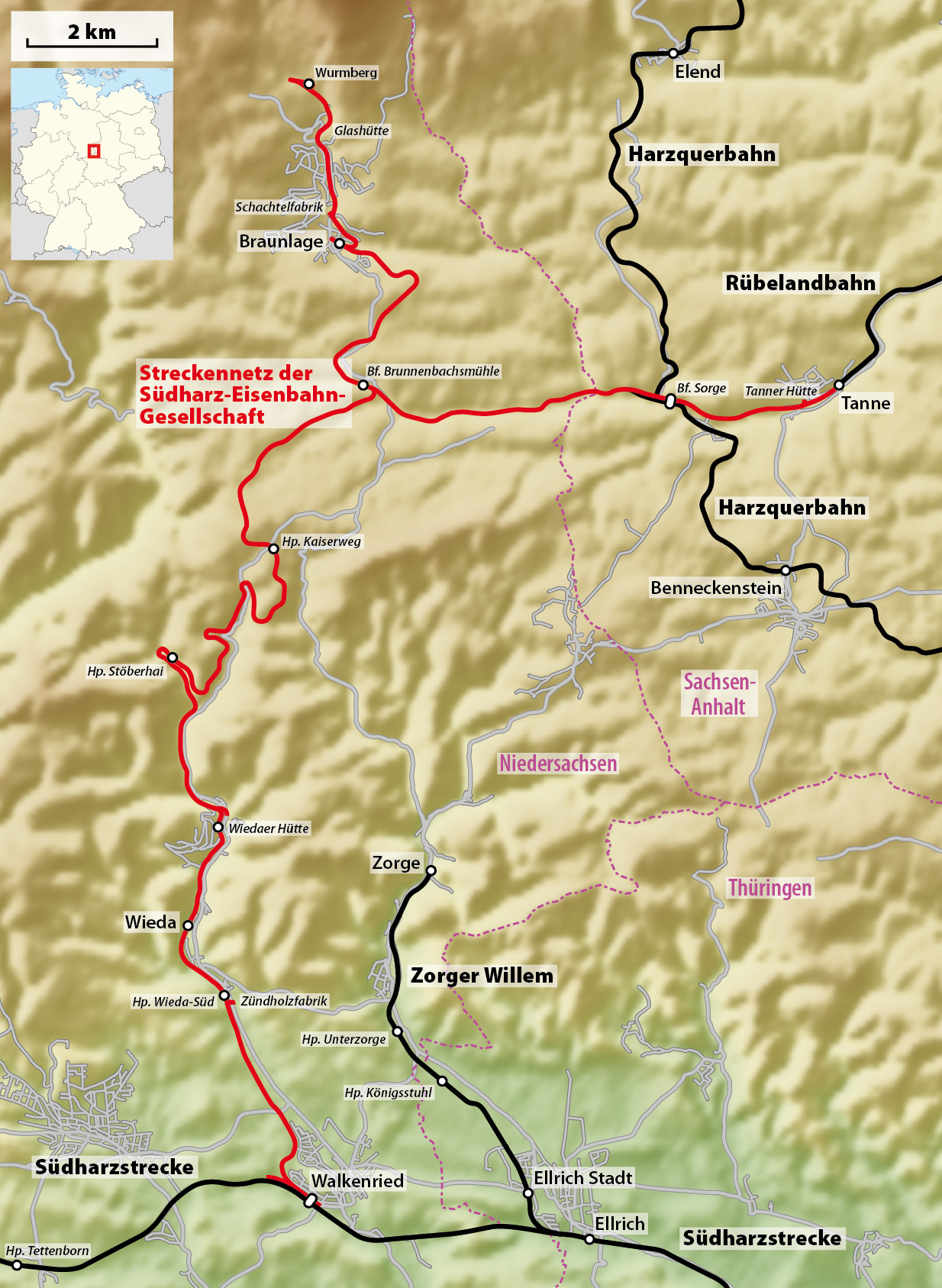
Streckennetz der
Südharz-Eisenbahn-Gesellschaft

### Gründung
Bereits 1894 gründete sich ein Komitee, das mit Genehmigung des Herzogtums Braunschweig ab dem folgenden Jahr Vorarbeiten für den Bau einer schmalspurigen Bahnstrecke von Walkenried über Wieda nach Braunlage ausführte. Den entscheidenden Impuls zur Realisierung gab der im Eisenbahnbau engagierte Louis Degen aus Charlottenburg, der darin ein lukratives Bauprojekt sah. Die Regierung in Braunschweig schloss 1896 mit Degen einen Vertrag zum Bau einer von ihm geplanten Schmalspurbahn Walkenried–Braunlage mit Abzweig nach Tanne und übertrug ihm das Projekt in „Generalentreprise“. Degen verpflichtete sich eine Eisenbahn-Gesellschaft zu gründen, der die Konzession zum Bau und Betrieb übertragen werden sollte.
Am 10. Juni 1896 kam in Walkenried das Komitee zusammen und beschloss die Gründung einer Aktiengesellschaft mit einem Aktienkapital von 2,3 Mio. Mark. Die Gründung der „Südharz-Eisenbahn-Actien-Gesellschaft“ mit Sitz in Walkenried erfolgte am 28. April 1897. Am 4. Juni des Jahres erhielt sie die „Concessions-Urkunde“ zum Bau und Betrieb.

### Einstieg und Übernahme durch Herrmann Bachstein
Der insbesondere als Betreiber bzw. Teilhaber von Eisenbahngesellschaften auftretende Unternehmer Herrmann Bachstein verpflichtete sich alle Vorzugsaktien mit einem Nennwert von 1,3 Mio. Mark zu übernehmen und erhielt dafür die Betriebsführung für 20 Jahre. Mitten im Bau der Bahnstrecke verstarb Louis Degen im Oktober 1897. Die „Centralverwaltung für Secundairbahnen Herrmann Bachstein (CV)“ übernahm den Weiterbau in Eigenregie. Zudem übernahm die CV sukzessive alle Aktien der Südharz-Eisenbahn-Gesellschaft und wurde damit alleiniger Eigentümer.
Die Südharz-Eisenbahn-Gesellschaft wurde verpflichtet, die Strecken innerhalb von zwei Jahren nach Aushändigung der Konzession in Betrieb zu nehmen. Dies konnte jedoch nicht eingehalten werden, erst zu Beginn des Monats August 1899 waren die Anlagen abnahmefähig hergestellt. Am 15. August 1899 konnte der Betrieb zwischen Walkenried und Braunlage aufgenommen werden, nachdem die drei Tage zuvor abgehaltene landespolizeiliche Abnahme keine Beanstandungen ergab.

### Nach dem Zweiten Weltkrieg

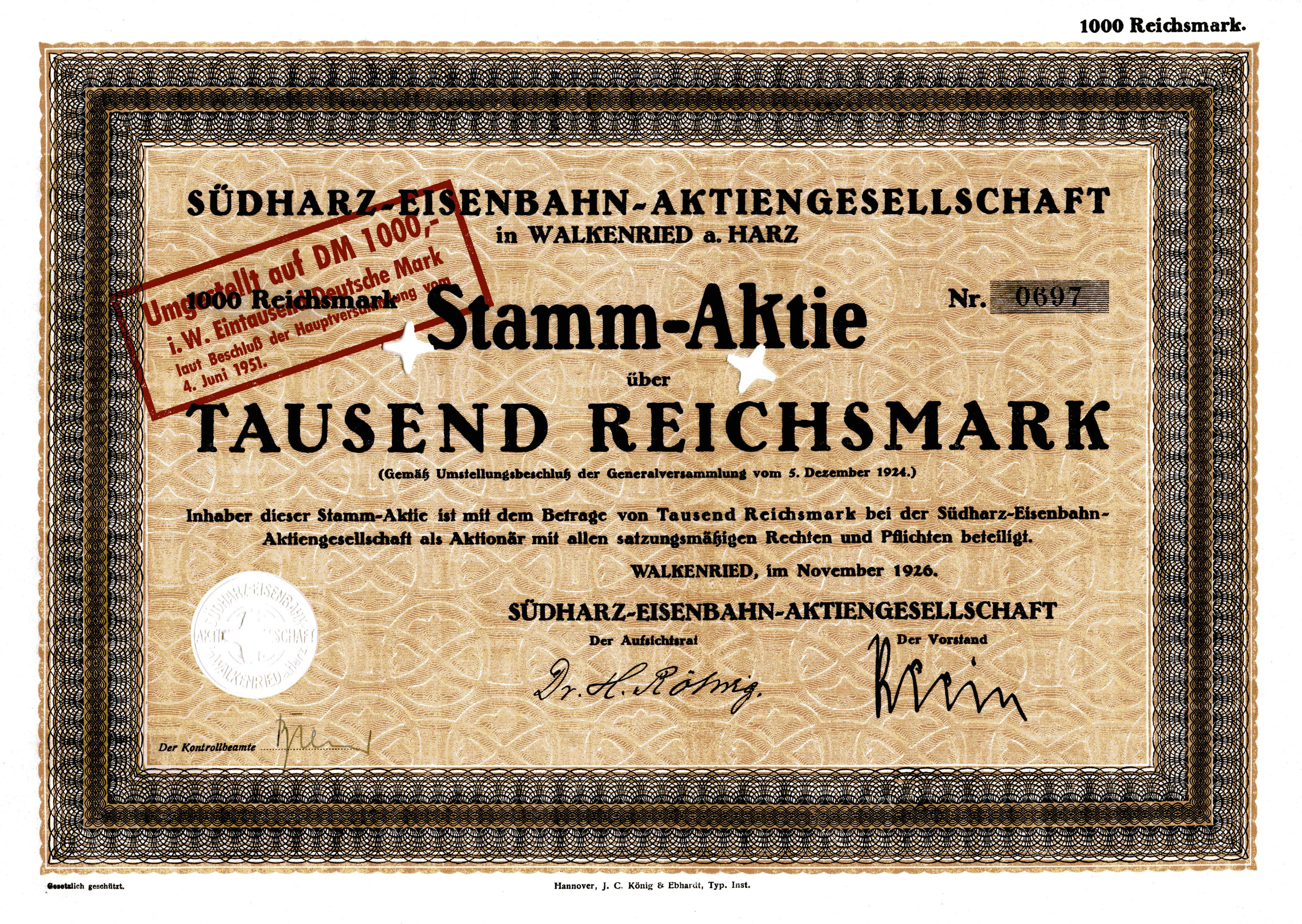
Aktie über 1000 RM der Südharz-Eisenbahn-AG vom November 1926, 1951 umgestellt auf 1000 DM

Seit Juli 1945 durchtrennte die Grenze zwischen Britischer und Sowjetischer Besatzungszone die Zweigstrecke nach Tanne und ließ vor allem das Frachtaufkommen erheblich sinken, da die Tanner Hütte als Güterkunde ausfiel. Die Betreibergesellschaft orientierte sich neu und richtete im Sommer 1945 eine Kraftverkehrslinie zwischen Braunlage und Goslar ein. Anfänglich wurde diese einzig mit einem Behelfsomnibus, entstanden durch den Umbau eines Küchenwagens, bedient.
Mit Beginn der 1950er Jahre verschlechterte sich die wirtschaftliche Lage der Gesellschaft spürbar. Allgemein veränderten sich die Verkehrsströme zu Ungunsten der Bahn, da der nächstgrößere Eisenbahnknotenpunkt Nordhausen jenseits der Grenze lag. Der stetig ausgeweitete Omnibusbetrieb im Westharz ließ die Fahrgastzahlen sinken und langsam zog auch der motorisierte Individualverkehr an. Der verbliebene Güterverkehr bot kein Ausbaupotential.
Ab 1960 wurde nur noch ein eingeschränkter Bahnbetrieb durchgeführt. Offiziell endete der Gesamtbetrieb auf der Schiene mit Ablauf des Monats Juli 1963, nachdem bereits am 30. September des Vorjahres der Personenverkehr eingestellt wurde.

### Umstellung auf Omnibusverkehr und Umfirmierung
Nach Einstellung des Schienenverkehrs betrieb die Gesellschaft eine Kraftverkehrslinie Braunlage–Wieda–Walkenried. Der Güterverkehr wurde fortan ab Walkenried mittels Lastkraftwagen abgewickelt, auch Expressgut wurde weiterhin transportiert. Gemeinsam mit einer weiteren Omnibusgesellschaft sowie der Bundespost bediente man eine Kraftverkehrslinie Braunlage–Bad Harzburg.
Im Frühjahr 1973 wurde eine Umfirmierung vollzogen. Die „Südharz-Eisenbahn-GmbH“ (1933 wurden die Verkehrsbetriebe Bachstein in eine GmbH umgewandelt) wurde in „Harzer Verkehrsbetrieb Braunlage GmbH“ umbenannt und fortgeführt.

## Triebfahrzeuge
| Betriebs-Nr. | alte Bezeichnung | Bauart      | Baujahr | Hersteller                                       | Anmerkungen                                                                                            |
| ------------ | ---------------- | ----------- | ------- | ------------------------------------------------ | --- |
| –            | KARL             | B n2t       | 1896    | Krauss & Co                                      | beim Streckenbau im Einsatz gewesen, 1912 verkauft                                                     |
| –            | BERLIN           | B n2t       | 1897    | Krauss & Co                                      | beim Streckenbau im Einsatz gewesen, 1912 verkauft                                                     |
| 51           | WURMBERG         | B’B n4vt    | 1898    | Arnold Jung Lokomotivfabrik                      | 1934 an WRE                                                                                            |
| 52           | STOEBERHAI       | B’B n4vt    | 1898    | Arnold Jung Lokomotivfabrik                      | 1934 an WRE                                                                                            |
| 53           | ACHTERMANN       | B’B n4vt    | 1898    | Arnold Jung Lokomotivfabrik                      | 1936 an WRE                                                                                            |
| 54           | BRAUNLAGE        | B’B n4vt    | 1901    | Arnold Jung Lokomotivfabrik                      | 1925 an WRE                                                                                            |
| 55           | –                | B’B n4vt    | 1904    | Aktiengesellschaft für Lokomotivbau Hohenzollern | 1913 von RLE, 1914 an Heeresfeldbahn                                                                   |
| 55 1         | –                | B’B n4vt    | 1916    | Arnold Jung Lokomotivfabrik                      | 1926 an WRE                                                                                            |
| 56           | –                | B’B1 n4vt 2 | 1925    | Henschel & Sohn                                  | 1930 Umrüstung auf Luttermöller-Achsantrieb, Ende der 1950er Jahre ausgemustert                        |
| 57           | –                | B’B1 n4vt 2 | 1925    | Henschel & Sohn                                  | 1930 Umrüstung auf Luttermöller-Achsantrieb, letzte bei der SHE betriebene Dampflok, 1961 ausgemustert |
| 61           | –                | E h2t       | 1928    | Orenstein & Koppel                               | Ende der 1950er Jahre ausgemustert                                                                     |

| Betriebs-Nr. | Achsformel | Baujahr | Hersteller | Anmerkungen | Bild |
| ------------ | ---------- | ------- | ---------- | --- | ---- |
| VT02         | Bo’2’      | 1931    | Eigenbau   | Fahrzeug stieß während des Streckenabbaus auf freier Strecke mit einem entgegenkommenden und vom VT14 geführten Abbauzug zusammen und wurde dabei schwer beschädigt. Das Fahrzeug wurde in Wiedaer Hütte abgestellt und vor Ort verschrottet. |      |
| VT07         | (1A)(A1)   | 1927    | DWK        | 1935 von der KBE, Ende der 1950er Jahre begonnene Modernisierung nicht abgeschlossen, nach Streckenstilllegung halbfertig in Braunlage verschrottet                                                                                           |      |
| VT14         | B’B’       | 1960    | MAN        | 1963 zur Württembergische Nebenbahnen AG, heute in Aufarbeitung bei der Härtsfeldbahn in Neresheim, einzig noch existentes Triebfahrzeug der SHE                                                                                              |      |